# Корреа Барбоза, Рубен Антониу
Рубен Антониу Корреа Барбоза (Рубем Антонио, порт. Rubem Antônio Corrêa Barbosa; Рио-де-Жанейро, 14 января 1952) — бразильский дипломат, посол Бразилии в Казахстане и Туркменистане.

## Биография
В 1974 году окончил юридический факультет института Рио-Бланко и университета Кандидо Мендеса в Рио-де-Жанейро. В 1975—1976 года работал в протокольном отделе МИД, затем в отделе Европы; 1977—1980 секретарем третьего класса дипломатической миссии в Оттаве; 1981—1984 секретарем второго класса дипломатической миссии в Лагосе; 1986—1989 секретарем первого класса дипломатической миссии в Лиссабоне. В период с 1993 по 1996 года работал в должности советника дипломатической миссии в Боготе.
В 1995 году защитил диссертацию на тему «Спорный вопрос о морской границе между Колумбией и Венесуэлой».
В период 1996—1999 годов работал заместителем генерального консула в Лос-Анджелесе, затем преподавателем в институте Рио-Бланко, до 2003 года. Возглавлял международный департамент Министерства юстиции; департамент экваториальной Америки в штаб-квартире МИД. С 2005 по 2010 года был специальным экспертом Министерства энергетики.
С 2010 года работал послом в ряде городов — Канберра, Порт-Вила, Порт-Морсби; Сува, Ярен, Хоникаре (2011).
27 октября 2015 года был назначен послом в Индонезии.
11 декабря 2019 года назначен послом в Казахстане и Туркменистане.